# Codlea

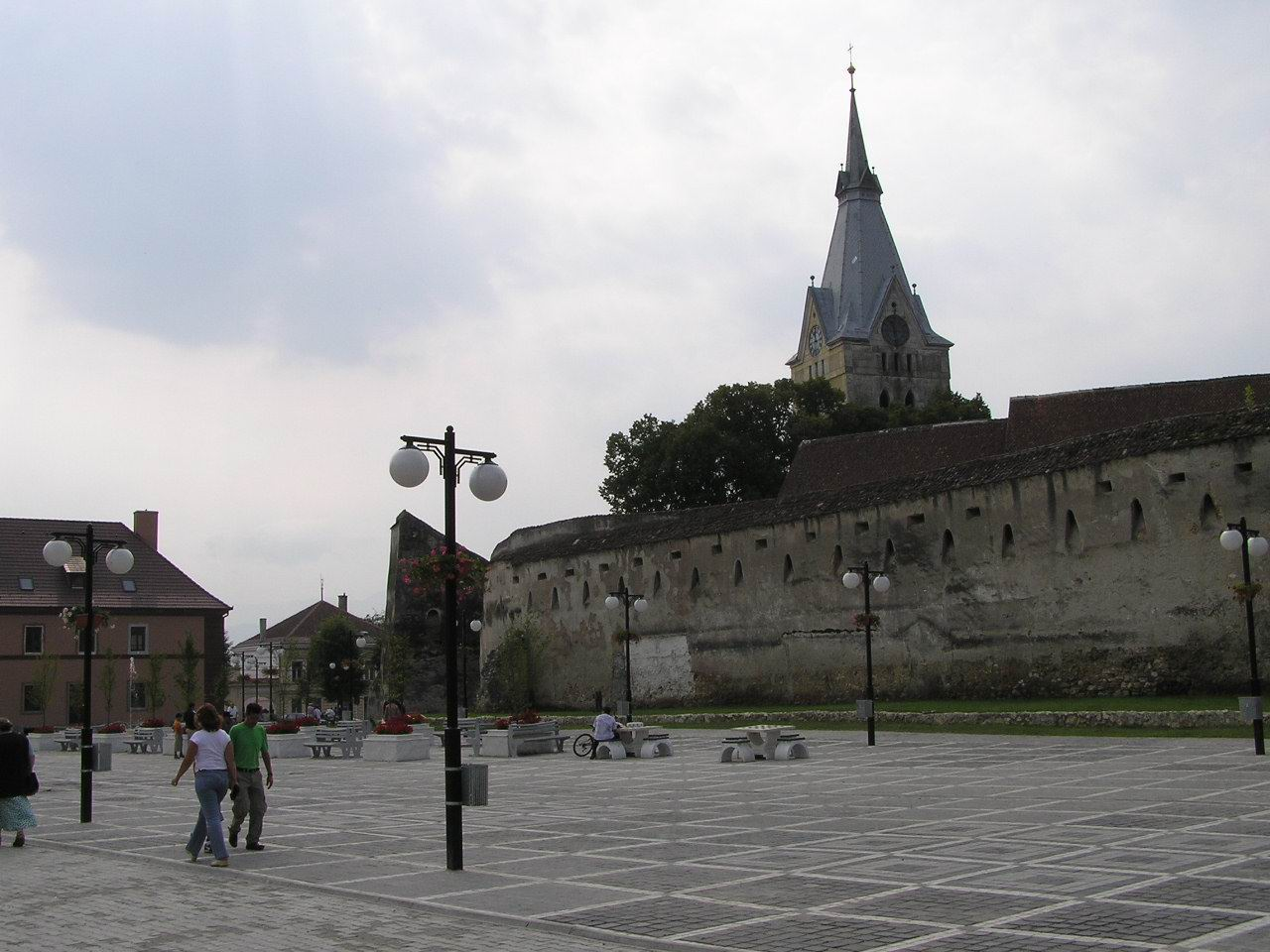
Codlea

Codlea (węg. Feketehalom, niem. Zeiden) – miasto w środkowej Rumunii, na północny zachód od Braszowa.
Liczba mieszkańców w 2005 roku wynosiła ok. 24,2 tys.
W mieście rozwinął się przemysł chemiczny, elektrotechniczny, drzewny, winiarski oraz wełniarski.